# Gevangenisbrand in Comayagua
In februari 2012 kwamen bij een brand in de Nationale Gevangenis van Comayagua in Honduras  359 gevangenen en bewaarders om het leven. De brand ontstond op dinsdagavond 14 februari, vermoedelijk door kortsluiting. Vele andere gevangenen zouden ontsnapt zijn, volgens persbureau Reuters. Veel slachtoffers zijn zo ernstig verbrand dat ze niet meer te herkennen zijn. 
Honderden familieleden van gedetineerden hebben op 15 februari de uitgebrande gevangenis bestormd. De nabestaanden van de omgekomen gevangenen waren wanhopig, omdat ze niet te horen kregen wie er waren omgekomen door de brand.